# Vimodrone

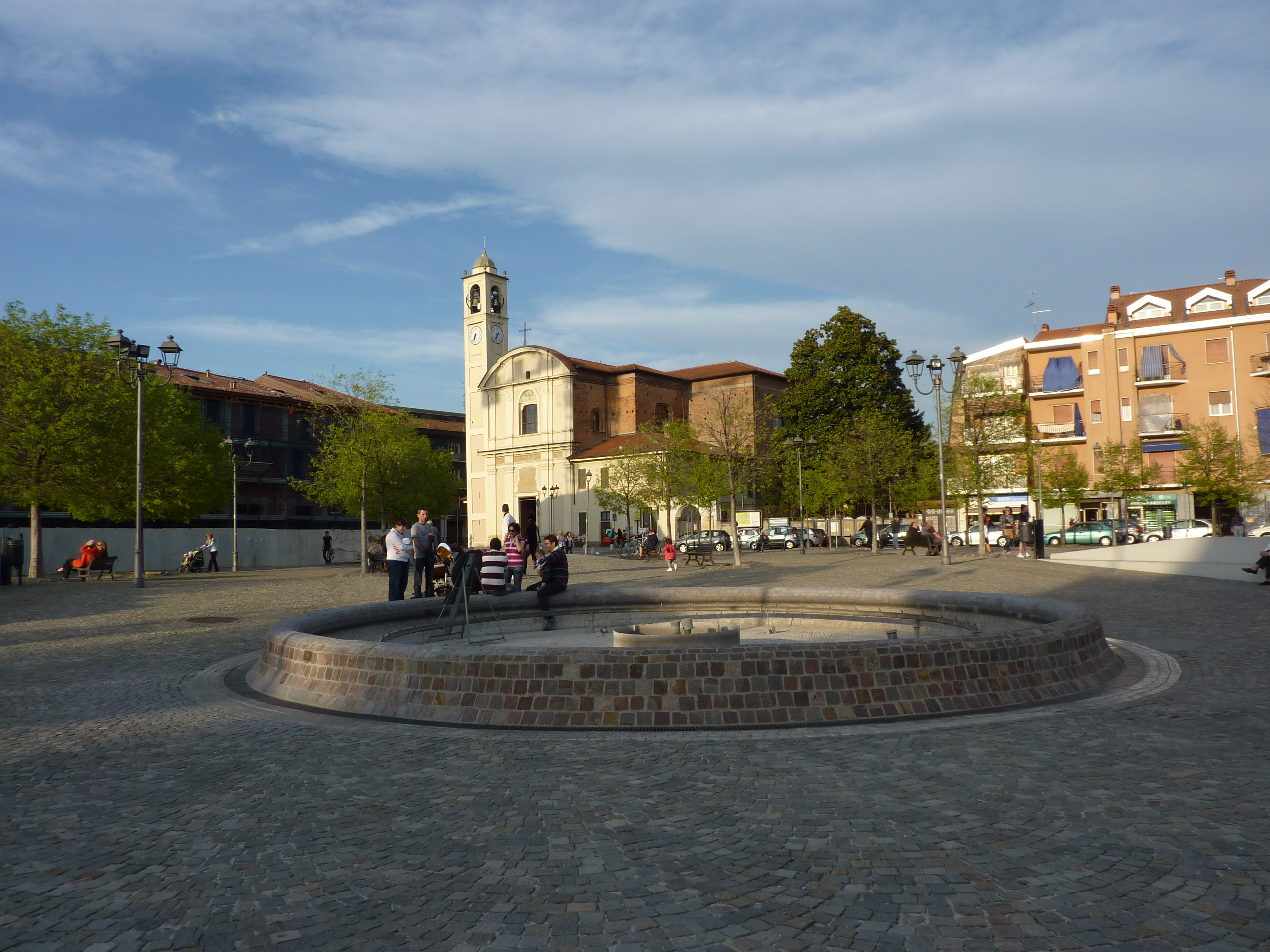
Plein in het centrum van Vimodrone

Vimodrone is een gemeente in de Italiaanse metropolitane stad Milaan (regio Lombardije) en telt 13.982 inwoners (31-12-2004). De oppervlakte bedraagt 4,8 km2, de bevolkingsdichtheid is 3460 inwoners per km2.
De volgende frazioni maken deel uit van de gemeente: Rovagnasco.

## Demografie
Vimodrone telt ongeveer 5769 huishoudens. Het aantal inwoners daalde in de periode 1991-2001 met 5,7% volgens cijfers uit de tienjaarlijkse volkstellingen van ISTAT.
| Jaar | Inwoneraantal |
| ---- | ------------- |
| 1991 | 14.700        |
| 2001 | 13.868        |

## Geografie
De gemeente ligt op ongeveer 128 m boven zeeniveau.
Vimodrone grenst aan de volgende gemeenten: Milaan, Cernusco sul Naviglio,
.